# Tonic Breed
Tonic Breed é uma banda de heavy metal da Noruega cuja sonoridade é basicamente thrash metal. A banda foi formada em 2006, em Sarpsborg, no condado de Østfold, no sudeste da Noruega. Patrik Svendsen e Bjørn Myhren já haviam, anteriormente, tocado juntos em 2004, influenciados por bandas da cena thrash metal estadunidense. Rudi Golimo e Daniel Pettersen posteriormente se juntaram aos dois primeiros integrantes.
O Tonic Breed teve, no período, a colaboração do produtor Beau Hill na criação de seu primeiro single, de nome "Death in Small Doses". Esta música ganharia uma nova versão, agora batizada como Death in Small Doses (Put to Death). Até o início de 2019, o Sonic Breed tinha, lançados, seis trabalhos, sendo uma demo, um EP, dois singles e dois álbuns.[carece de fontes?]

## História

### Formação e anos iniciais (2003–2009)

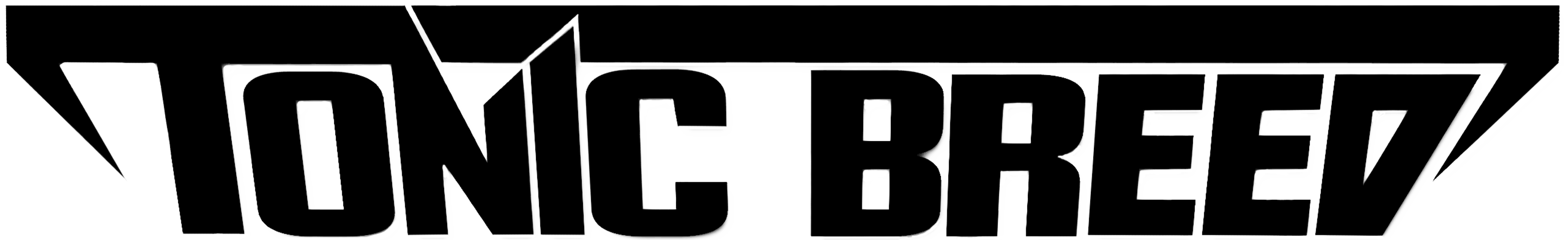
Logotipo original do Tonic Breed

Em 2003, Patrik Svendsen e Bjørn Myhren se conheceram e descobriram que tinham os mesmos interesses pela música. Não muito tempo depois, começaram a tocar juntos, sendo ambos guitarristas. Posteriormente, a eles se juntaram o baixista Rudi Golimo e o baterista Daniel Pettersen. Por esta época, deram início a seus primeiros ensaios, na garagem de Pettersen. A banda foi batizada como Roadkill, num primeiro momento. Este nome seria mantido por mais de um ano. Em 2008, um importante marco na incipiente carrira do grupo: participam de sua primeira apresentação ao vivo, por ocasião de uma competição de bandas de heavy metal. Na ocasião, tocaram uma composição própria, batizada como "Don't Fail Again" e a música "Sanitarium", da banda estadunidense Metallica. O Roadkill terminou como a banda vitoriosa. Ainda naquele ano, em agosto, o Roadkill se apresentaria para um público de mais de 200 pessoas.
Pouco depois, o Roadkill mudou seu nome para Tonic Breed, no final do mesmo ano. Com este novo nome, o grupo gravou sua primeira demo, em novembro de 2008. O trabalho continha versões iniciais e ainda cruas das músicas "Oblivion" e "Don't Fail Again", que mais tarde apareceriam em versões definitivas num vindouro álbum, a ser lançado em 2010.

### On the Brink of Destruction (2010–2011)
Gravado em Fredrikstad, Noruega, o primeiro álbum do Tonic Breed foi batizado como On the Brink of Destruction. Sua gravação foi concluída em 24 de Novembro de 2010. A mixagem e masterização ficaram a cargo do produtor musical Lasse Jensen, que já havia trabalhado com outroas bandas de heavy metal da Escandinávia. Contudo, apenas poucos dias após a finalização das gravações, Bjørn Myhren deixou a banda. Para seu lugar, foi recrutado Anders Bekken, o novo guitarrista. A partir de então, o Tonic Breed se apresentou em inúmeros concertos, mas em meados de 2011, o guitarrista Bekken teve de deixar a banda, pois foi recrutado para o serviço militar.
Mais uma vez, o guitarrista Bjørn Myhren foi em socorro da banda, assumindo novamente o posto de guitarrista, por um curto período. Um dos concertos nos quais Myhren tocou foi um no evento Global Battle of the Bands, no qual o Tonic Breed ficou entre os semi-finalistas nacionais.
Apenas poucas semanas depois, o grupo participou de outra competição, em Sarpsborg, desta vez vencendo a disputa. O prêmio era a oportunidade de gravar um álbum no estúdio "Lydlageret" Studio, em Sarpsborg. O escritor Ian Christie afirma, em seu livro "Sound of the Beast", que se uma banda vence um festival num país que não tem tradição no heavy metal, ela deve ser muito boa; mas se uma banda vence um festival num país como a Noruega ou a Finlândia, onde praticamente todos os jovens crescem ouvindo heavy metal, o grupo deve ser “muito ótimo”.
Em 30 de maio de 2009, o Tonic Breed venceu uma nova competição. Desta vez, a premiação era a chance de ter um álbum gravado em estúdio. Contudo, nesta época, a banda ainda não tinha uma grande quantidade de músicas criadas, para encher um álbum com elas. O Tonic Breed, então, passou praticamente o restante do ano criando composições e trabalhando nas mesmas.

### Impossible is Nothing e Thomas Koksvik (2012)

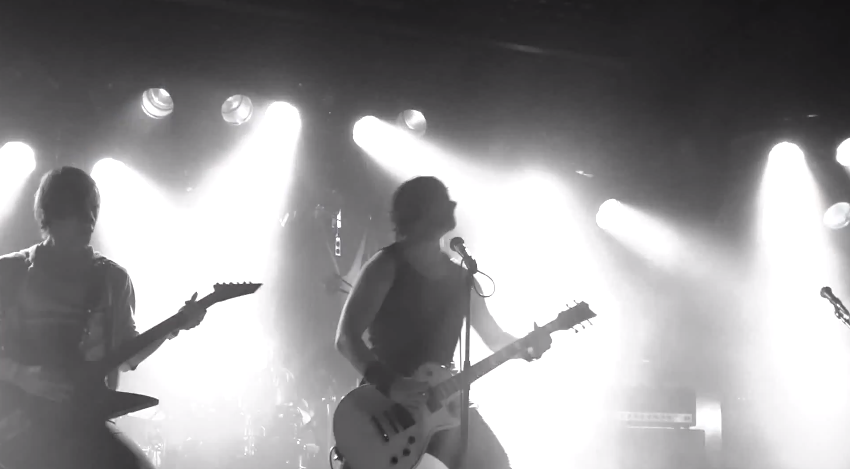
Tonic Breed se apresentando no festival Global Battle of the Bands, em 2012

Uma nova versão da música "Death in Small Doses" foi masterizada e remixada em março de 2012. Esta faixa foi lançada como um single, tendo grande aceitação por parte do público.
Na mesma época, Thomas Koksvik passou a fazer parte do Tonic Breed, como novo guitarrista. Koksvik e Svendsen haviam se conhecido na Trøndertun Folk High School, em Trondheim, Noruega. Pouco após a chegada de Koskvik, a banda participou da final do Global Battle of the Bands, em Oslo. Posteriormente, Petterson se mudou para a pequena cidade de Rena, na parte ocidental da Noruega, com o intuito de finalizar seus estudos. Dentro deste intervalo de tempo, com um membro a menos, o Tonic Breed criou novas músicas e ainda um videoclipe para a música Impossible is Nothing. Como baterista, para esta música, a banda recrutou Paal Johannesen, que também atuava como vocalista na banda de hardcore Bits Between. No videoclipe da música, Tobias Lundblad da banda Springskalle atuou como baterista.

### Outsold (2013–2016)

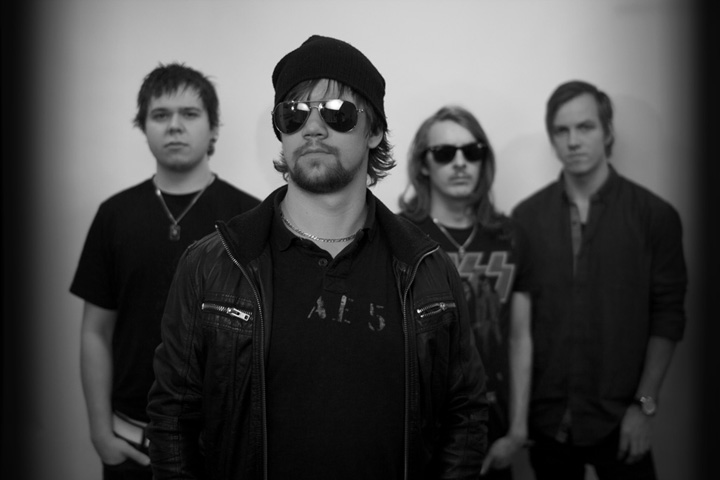
Tonic Breed 2014: Mats Johansen, Patrik Svendsen, Rudi Golimo e Thomas Koksvik

Cinco diferentes bateristas passaram pelo Tonic Breed, em períodos curtos, entre 2012 e 2013. Após este período, foi Mats Johansen quem melhor se enquadrou para o cargo, nele permanecendo. Na época, a banda criou uma música, inicialmente batizada como "Implosion". Posteriormente, esta música receberia um novo nome, "Fifth Estate", e viria a ser incluída num vindouro álbum.
O Tonic Breed gravou seu segundo álbum, "Outsold", em setembro de 2013. O álbum foi gravado e pré-mixado por Patrik Svendsen e Lars Andresen, no Lydlageret Studio, em Sarpsborg. As gravações do álbum foram finalizadas em 28 de abril de 2014. Pouco depois, a terceira faixa do álbum, "Bad Company", ganhou um videoclipe Num programa, numa das mais importantes emissora de rádio da Noruega, o Tonic Breed foi descrito como sendo a mais promissora banda de heavy metal do país em 2014.
O Tonic Breed gravou um videoclipe para a música "Strife", em maio de 2015. Nesta ocasião ocorreu a primeira aparição do novo guitarrista do grupo, Jørgen Abrahamsen. Em janeiro do ano seguinte, aconteceu a gravação de um videoclipe para a música "Fifth Estate", que se tornou o terceiro e último vídeo feito para uma música do álbum "Outsold".
Em novembro de 2016, o Tonic Breed fez uma apresentação especial, em sua cidade natal, em comemoração ao aniversário de dez anos de existência da banda. Na época, o grupo também gravou um videoclipe, para a música "Fifth Estate"

### Rob Mules Records e Install Memory
Em junho de 2017, o Tonic Breed assinou um contrato com a gravadora Rob Mules Records. Em agosto do mesmo ano, Ole Danielson foi anunciado oficialmente como substituto de Daniel Pattersen, como baterista, após este se retirar da banda, poucos meses antes.
Em 14 de setembro de 2018, ao lado da Rob Mules Records, o Tonic Breed gravou um EP, de nome "Install Memory". Nesta ocasião, a banda apresentou Jørgen Abrahamsen e Ole Danielsen nos créditos de um trabalho, pois desde a entrada de ambos, o grupo não havia lançado nada. O EP foi seguido por nada menos que cinco videoclipes. Os vídeos eram das músicas Install Memory, Crypto Knight, Mummy Dust e Overkill, todos os vídeos dirigidos por Svendsen e filmados por Oscar Birk. A música Don't Panic teve um vídeo contendo partes com desenho animado.

## Integrantes
Membros atuais
- Patrik Svendsen – Vocal, guitarra (2006–presente)
- Rudi Golimo – Baixo, backing vocal (2006–presente)
- Jørgen Abrahamsen – Guitarra, backing vocal (2015–presente)
- Ole Danielsen – bateria (2017–presente)

Ex-membros
- Bjørn Myhren – guitarra, backing vocal (2006–2010)
- Daniel Pettersen – bateria (2006–2012, 2015–2017)
- Anders Bekken – guitarra, backing vocal (2010–2011)
- Thomas Koksvik – guitarra, backing vocal (2012–2014)
- Mats Johansen – bateria (2013−2014)

## Discografia
Álbuns de estúdio
- On the Brink of Destruction (2010)
- Outsold (2014)

EPs
- Install Memory (2018)

Singles
- Death in Small Doses (Put to Death) (2012)
- Impossible is Nothing (2012)

Vídeos
- Impossible is Nothing (2012)
- Bad Company (2014)
- Strife (2015)
- Fifth Estate (2016)
- Install Memory (2018)
- Overkill (2018)
- Mummy Dust (2018)
- Don't Panic! (2018)
- Crypto Knight (2019)

## Estilo e temas líricos
Os dois álbuns do “Tonic Breed” apresentam algumas diferenças em termos de estilo musical. O primeiro álbum, On the Brink of Destruction, é basicamente mais melódico, com elementos de thrash metal. A voz de Svendsen mostrava-se mais limpa que em ocasiões posteriores.
O álbum Outside, por sua vez, é mais rápido e agressivo. A banda tornou suas músicas mais rápidas e até as letras se tornaram mais complexas. As letras passaram se tornaram mais voltadas à abordagem política.
No que diz respeito à temática abordada, habitualmente as músicas do Tonic Breed falam sobre sentimentos humanos; algumas têm também um viés crítico, ao falar a respeito da corrupção